# Thạch Đài, Trì Châu
Thạch Đài (chữ Hán giản thể: 石台县, âm Hán Việt: Thạch Đài huyện) là một huyện của địa cấp thị Trì Châu, tỉnh An Huy, Cộng hòa Nhân dân Trung Hoa. Huyện Thạch Đài có diện tích 1403 km², dân số 110.000 người, mã số bưu chính 245100. Huyện Thạch Đài được chia thành 6 trấn, 2 hương. Huyện lỵ tại trấn Nhân Lý.
- Trấn: Nhân Lý, Thất Đô, Hoành Độ, Đinh Hương, Tiểu Hà, Tiên Ngụ.
- Hương: Đại Diễn, Ky Than.